# 马尔萨勒 (塔恩省)
马尔萨勒（法語：Marsal，法語發音：[maʁsal]）是法国奥克西塔尼大区塔恩省的一个旧市镇，位于该省中部，属于阿尔比区。2016年，马尔萨勒与市镇贝勒加德合并为新市镇贝勒加德-马尔萨勒。

## 地理
马尔萨勒（43°55'49"N, 2°17'12"E）面积8.29 平方千米，位于法国奧克西塔尼大區塔恩省，该省份为法国南部内陆省份，北起顺时针与阿韦龙省、埃罗省、奥德省、上加龙省和塔恩-加龙省接壤。
与马尔萨勒接壤的市镇（或旧市镇、城区）包括：康邦、克雷斯皮内、圣格雷瓜尔、聖瑞埃里、塞雷纳克、阿尔比茹瓦自由城、贝勒加德。

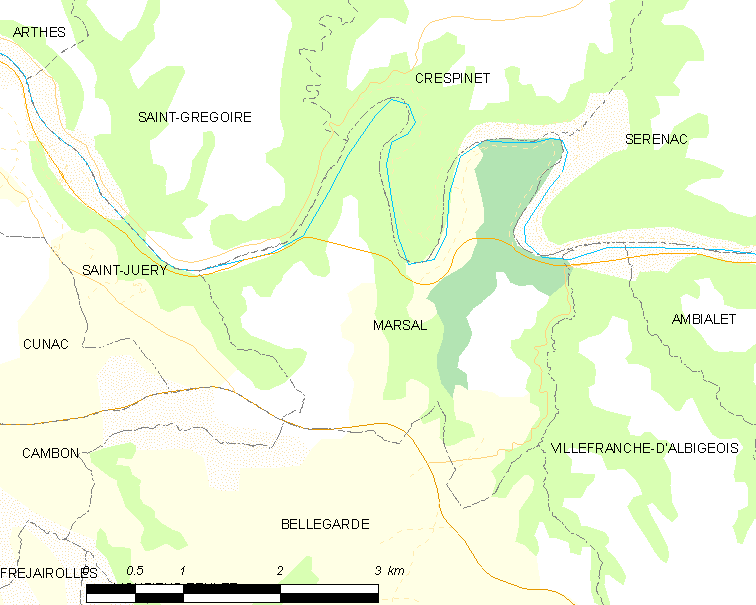
的OSM定位图

马尔萨勒的时区为UTC+01:00、UTC+02:00（夏令时）。

## 行政
马尔萨勒的邮政编码为81430，INSEE市镇编码为81155。

## 政治
马尔萨勒所属的省级选区为上达杜县。

## 人口

1962-2008年间人口变化图示

马尔萨勒于2013时的人口数量为273人。